# Otto Emil Lang
Otto Emil Lang PC OC QC (* 14. Mai 1932 in Handel, Saskatchewan) ist ein kanadischer Jurist, Hochschullehrer und ehemaliger Politiker der Liberalen Partei Kanadas.

## Leben
Nach dem Schulbesuch absolvierte Lang ein Studium und schloss dieses mit einem Bachelor of Arts (B.A.) ab, ehe er mit einem Rhodes-Stipendium ein postgraduales Studium der Rechtswissenschaften mit einem Bachelor of Laws (LL.B.) von der University of Saskatchewan sowie einem Bachelor of Civil Law (B.C.L.) vom Exeter College der University of Oxford beendete. Nach dem Erwerb eines Doctor of Laws (LL.D.) an der University of Manitoba war er als Rechtsanwalt tätig. Später wurde er zum Kronanwalt berufen und war Professor für Rechtswissenschaften sowie zeitweise von 1963 bis 1969 auch Dekan der University of Saskatchewan, wobei er einer der jüngsten Dekane Nordamerikas war.
Bei der Unterhauswahl am 25. Juni 1968 wurde er als Kandidat der Liberalen Partei im Wahlkreis Saskatoon-Humboldt erstmals zum Mitglied des Unterhauses gewählt und gehörte diesem bis Mai 1979 an. Während dieser Zeit wurde er im Juli 1968 von Premierminister Pierre Trudeau zunächst als Minister ohne Geschäftsbereich in das 20. Bundeskabinett berufen und behielt diese Funktion bis September 1970. Im Rahmen einer Kabinettsumbildung war er danach bis Januar 1972 Minister für Arbeitskraft und Einwanderung sowie daraufhin zwischen Januar 1972 und September 1975 Justizminister sowie Attorney General.
Nach einer weiteren Regierungsumbildung war Lang von September 1975 bis Juni 1979 Verkehrsminister sowie zugleich von Oktober bis Dezember 1975 kommissarischer Kommunikationsminister und im August 1978 kommissarischer Justizminister und Attorney General, ehe er zwischen August und November 1978 wieder Justizminister und Attorney General war. Zugleich war er während seiner Zugehörigkeit zum Kabinett Trudeaus zwischen Oktober 1969 und Juni 1979 zuständiger Minister für die Kanadische Weizenbehörde.
Nachdem er bei der Unterhauswahl vom 22. Mai 1979 eine Niederlage im Wahlkreis Saskatoon East erlitt und aus dem Unterhaus ausscheiden musste, zog er sich aus der Politik zurück und war wieder als Rechtsanwalt tätig und übernahm daneben Aufgaben als Manager in der Privatwirtschaft.
1999 wurde er zum Offizier des Order of Canada ernannt. Mit der Ernennung wurden seine Verdienste als Rechtsprofessor und als einer der jüngsten Dekane einer Juristischen Fakultät in Nordamerika gewürdigt. Darüber hinaus wurden auch seine Verdienste während seiner über zehnjährigen Mitgliedschaft im Unterhaus und als Minister gewürdigt, wobei er insbesondere als zuständiger Minister für die Weizenindustrie grundlegende Veränderungen in der Getreideindustrie durchsetzte. Als Hochschullehrer, Politiker und Geschäftsmann trug er zu spürbaren Beiträgen im kanadischen Leben bei.

## Veröffentlichungen
- Contemporary problems of public law in Canada: essays in honour of Dean F.C. Cronkite, Herausgeber, 1968